# Archenteron
L'archentéron - dal greco antico col significato di intestino (-enteron) primitivo (arche-) - è la prima cavità comunicante con l'esterno che si forma in un embrione animale durante il processo di morfogenesi chiamato gastrulazione nel corso del quale, per effetto di spostamenti e variazioni di forma delle cellule, i territori dell'ectoderma e dell'endoderma si invaginano creando una rientranza sacciforme con una apertura chiamata blastoporo.
Se il blastoporo - che è la prima apertura che si forma durante l'embriogenesi - si svilupperà successivamente come una bocca, si parlerà di animali protostomi come per gli appartenenti ai phylum Annelida (Anellidi), Arthropoda (Artropodi) e Mollusca  (Molluschi); al contrario, se condurrà allo sviluppo dell'ano, l'animale viene incluso tra i deuterostomi rappresentati, ad esempio, dal phylum dei Chordata (Cordati) che comprende le classi dei Pesci, Anfibi, Rettili (–> Uccelli), Mammiferi.